# انتگرال اویلر
در ریاضیات دو نوع انتگرال اویلر (به انگلیسی: Euler integral) وجود دارد:
۱. انتگرال اویلر نوع اول یا تابع بتا:
{\displaystyle \mathrm {\mathrm {B} } (x,y)=\int _{0}^{1}t^{x-1}(1-t)^{y-1}\,dt={\frac {\Gamma (x)\Gamma (y)}{\Gamma (x+y)}}}
۲. انتگرال اویلر نوع دوم یا تابع گاما:
{\displaystyle \Gamma (z)=\int _{0}^{\infty }t^{z-1}\,e^{-t}\,dt}
برای اعداد طبیعی m و n داریم:
{\displaystyle \mathrm {\mathrm {B} } (n,m)={(n-1)!(m-1)! \over (n+m-1)!}={n+m \over nm{n+m \choose n}}}
{\displaystyle \Gamma (n)=(n-1)!\,}